# 신황정통기
신황정통기(일본어: 神皇正統記 진노쇼토키[*])는 일본 난보쿠초 시대(南北朝時代) 남조(南朝)의 구교(公卿)인 기타바타케 지카후사(北畠親房)가 저술한 역사서이다. 이른바 신대(神代)라 불리는 시대부터 엔겐(延元) 4년/랴쿠오(暦応) 2년 8월 15일(1339년 9월 18일) 고무라카미 천황(後村上天皇)이 남조의 천황이 되기까지를 다루었다.
본서는 고무라카미 천황을 위해 요시노 조정의 정통성을 서술한 역사서로 알려져 있다. 오서(奥書, 간기 즉 간행기)에 따르면 「어느 어린아이」(或童蒙)라 지칭하는 어느 인물을 위해 지카후사 자신이 다 낡은 붓을 휘둘러 엔겐 4년/랴쿠오 2년(1339년) 가을에 초고가 집필되고, 고코쿠(興国)4년/고에이(康永) 2년(1343년) 7월에 수정을 마쳤다고 한다.
헤이안 시대 말기 승려 지엔(慈円)의 《구칸쇼》(愚管抄)와도 쌍벽을 이루며, 중세 일본에서 가장 중요한 역사서로써 그리고 문명사(文明史) ・ 사론서(史論書) ・ 신도서(神道書) ・ 정치실천서(政治実践書) ・ 정치철학서(政治哲学書)로써 평가된다. 에도 시대 《대일본사》(大日本史)를 편찬한 도쿠가와 미쓰쿠니(徳川光圀)를 필두로 야마가 소코(山鹿素行) ・ 아라이 하쿠세키(新井白石) ・ 라이 산요(頼山陽) 등 후세 일본의 대표적인 역사가 ・ 사상가들에게 지대한 영향을 주었다.

## 역사서로써의 내용

### 개요
첫머리에 서론(序論)을 두어 신대(神代) ・ 지신(地神)에 대해 기술하였다. 이어 역대 일본 천황의 사적을 고무라카미 천황의 대까지 언급한다. 전해지는 사본에 따라 이를 상중하 또는 천지인(天地人) 이렇게 3권으로 분류하기도 한다. 이 경우 서론에서 센카 천황(宣化天皇)까지 ・ 긴메이 천황(欽明天皇)부터 호리카와인(堀河院)까지 ・ 도바인(鳥羽院)부터 고무라카미 천황까지, 로 구분하고 있다.
신대부터 고무라카미 천황의 즉위(고다이고 천황의 붕어를 「획린」에 빗댔다)까지 역대 일본 천황들을 기록하였다. 그리고 그 역사적 저술들 사이에 철학 ・ 윤리 ・ 종교 사상과 함께 저자 지카후사 자신의 정치관이 녹아 들어 있다.
기타바타케 지카후사가 히타치국(常陸国)에서 농성전을 펼치고 있던 시기에 집필이 이루어져 그가 갖고 있던 한정적인 자료만을 참조해 서술되었기에 (당시 알려져 있던) 역사적 사실에 관한 차이점도 곳곳에 보인다.

### 조큐의 난
조큐의 난(承久の乱)에 대해서도 신황정통기는 다음과 같이 적고 있다.
이와 같은 세상의 혼란에 대해서 생각하건대, (자칫하면) 후세 사람들이 잘못된 평가를 하게 될 수 있다. 또한 (그로 인하여) 하극상이 일어나는 단서가 될 수도 있을 것이다. (따라서) 그 이치를 잘 분별해야 할 것이다. 요리토모의 훈공은 비할 바 없이 컸지만, (그 댓가로) 천하의 실권을 자기 한 손에 장악했기 때문에 군주로서 (그를 대하는) 마음이 편치 않았을 것이다. 하물며 요리토모의 자손이 끊기고, 비구니의 몸인 미망인 마사코와 조정의 배신인 요시토키의 세상이 되었기 때문에, 고토바 상황이 요리토모의 영지를 삭감하고 상황 뜻대로 정치를 하려고 막부 타도의 뜻을 품은 것도 일단은 납득할 만한 일이다.
그러나 시라카와, 도바의 치세 무렵부터 (인세이의 개시에 의해) 옛날 정치의 모습은 점차 쇠퇴하기 시작하였고, 고시라카와인의 치세에 병란이 일어나 간신이 세상을 어지럽히고 천하의 백성은 거의 모두 도탄에 빠졌다. 요리토모는 제 한 몸의 온 힘을 쏟아 난을 평정하였다. 왕실은 옛날의 모습으로 돌아가지는 않았더라도, 수도의 전란은 진정되었고 만백성의 부담도 가벼워졌다. 윗사람도 아랫사람도 병화에 쫓기는 근심이 사라지고 전국의 모든 사람들이 요리토모의 덕을 칭송하였기 때문에, 사네토모가 죽은 뒤에도 막부에 등을 돌리는 사람은 없었다. 이를 능가할 정도의 덕정을 행하지 않고 어떻게 쉽사리 막부를 무너뜨릴 수 있겠는가? 또한 설령 멸망시킬 수 있다고 해도 백성이 편안하지 않다면 상천(上天, 하늘)도 결코 편들지 않을 것이다.
다음으로, 왕자(王者)의 군사는 죄 있는 자만을 토벌하며 죄 없는 자를 멸망시키는 일은 하지 않는다. 요리토모가 고관에 오르고 슈고의 직에 임명되었던 것도 모두 고시라카와 법황의 칙재에 의한 것이다. 요리토모가 제멋대로 빼앗은 것이라 할 수 없다.
(또한 요리토모의 사후) 미망인 마사코가 요리토모의 가독을 적절히 조처하고, 요시토키가 오랫동안 권력을 잡아 인망에 어긋나지 않았기 때문에 신하로서 잘못이 있다고는 할 수 없다. 한 가지 이유만으로 막부를 추토하려 한 것은 군주의 과실이라 하겠다. (이 경우는) 모반을 일으킨 조적이 우연히 전쟁에 승리한 것과 똑같이 논할 수 없다. 
이렇게 보면, 고토바 상황의 막부 타도의 기도는 때가 이르지 않고 하늘도 허락하지 않았던 것은 의심할 여지가 없다. 그러나 신하된 몸으로 군주를 업신여기는 것은 최악의 비도이다. 결국에는 황실의 위덕에 따르지 않을 수 없을 것이다. (군주가 취할 길은) 우선 진정한 덕정을 행하고 조위(조정의 권위)를 확립하며 적을 무너뜨릴 정도의 정세를 만드는 것이다. 거병은 그 후의 일이라 생각한다. 또한 세상의 정세를 잘 살펴 병사를 움직일 것인가 거둘 것인가 사심 없이 천명에 맡기고 민의에 따라야 할 것이다.
마침내 왕위 계승의 도(道)도 바른 길로 돌아오고, 자손인 고다이고 천황에 의해 공무일통의 성운이 열려 고토바 상황의 본의가 결국 실현되었다고 해도, 한때(조큐의 난)의 비운을 겪은 것은 참으로 안타까운 일이다.— 남기학 옮김 《한국학술진흥재단 학술명저번역총서 동양편109 신황정통기》 (소명출판, 2008년) 243~245쪽

### 간무 천황과 삼한
《신황정통기》에는 간무 천황이 '일본이 삼한과 동종'이라고 언급한 일본의 옛 문헌들을 모아서 불태워 버렸다는 언급이 있다. 
외국의 어떤 책 속에 "일본은 오나라 태백(太伯)의 후예이다"라고 쓰여 있다. 그러나 이것은 전혀 사실과 맞지 않는다. 옛날 일본은 삼한과 동종(同種)의 나라라고 쓰여 있던 서적을 간무 천황 때 불태워 버렸다고 한다. 천지개벽 이후 스사노오노 미코토가 한(韓) 지역에 갔었다는 기록도 있기 때문에, 그 나라들도 신의 자손이라는 것은 그다지 잘못된 해석은 아닐지도 모른다. (하지만) 그것도 예부터 받아 들여지지 않는 설이다. 일본은 아메쓰치노카미(天地神)의 후손이니, 어찌 그보다 후의 시대인 오나라 태백의 후손일 수 있겠는가?— 남기학 옮김 《한국학술진흥재단 학술명저번역총서 동양편109 신황정통기》 (소명출판, 2008년) 84~85쪽

《신황정통기》의 해당 구절은 예로부터 의미 파악이 쉽지 않다. 《일본서기사기》(日本書紀私記) 홍인사기(弘仁私記) 서문에서는 《제왕계도》(帝王系圖)라는 서적을 들고 그것에 대한 주에서 "아메미야(天孫)의 후예를 모두 제왕으로 하고 있다. 그리고 이 책에서는 '혹은 신라·고려(고구려)에 이르러 국왕이 되고, 혹은 민간에 있는 자가 제왕이 되었다'고 말하고 있다. 이로 인하여 엔랴쿠 연간에 전국에 부(符)를 내려서 이것을 불태우게 하였다. 그러나 지금도 여전히 민간에 있다"라고 적고 있다. 하지만 엔랴쿠 연간 즉 간무 천황 때에 이런 종류의 서적을 불태웠다는 기록은 다른 서적에서는 찾아볼 수 없다.
에도 시대의 학자인 마쓰시타 겐린은 그의 저서 《이칭일본전》하지삼권에서 조선의 《동문선》(東文選) 권101 '성주고씨가전'을 초록하면서 '일본에서 오곡의 씨앗을 가지고 여성들이 왔다'는 고을나 전설이 《일본서기》에서 탐라의 왕자 구마기가 덴지 천황 8년에 왜국에 조공하여 그에게 오곡 씨앗을 주었다는 기술과 상통한다고 지적하면서도 '일본에서 여성을 탐라인에게 주어 아내로 삼게 하였다'는 기록이 일본의 사서에는 보이지 않는다며 이를 《신황정통기》의 해당 기록에 빗대어 마찬가지 사례가 아니겠느냐는 추측을 내놓기도 했다. 마쓰시타 겐린은 예로부터 의미 파악이 쉽지 않은 《신황정통기》의 해당 구절에 대한 자기 나름대로의 해석을 시도한 것이다.

## 사본
저자 지카후사의 초고본이나 수정본은 모두 현존하지 않는다.
히라타 도시하루(平田俊春)에 따르면 초고본 계통의 사본으로써 미야이케 하루쿠니(宮地治邦) 소장본(1책, 잔결)이 비교적 이른 시기의 것이며, 이를 토대로 류몬 문고(竜門文庫) 소장 아토본(阿刀本, 1책, 잔결) 같은 형태가 성립되었다고 한다.
수정본 계통으로는 시라야마히메 신사(白山比咩神社) 소장본(4책, 에이쿄 10년 즉 서기 1438년 필사되었다. 이른바 시라야마본白山本)이 현존하는 가장 오래된 것이다. 시라야마본은 《신황정통기》의 원래 모습을 비교적 충실하게 전하고 있는 것으로 평가되는데, 이것과 거의 같은 무렵에 옮겨쓴 전본이 일본 고쿠가쿠인대학(國學院大學) 소장본이다.
고쿠가쿠인 대학 소장본은 소장자이자 일본의 사학자였던 이노쿠마 노부오(猪熊信男, 1882~1963)의 이름을 따서 '이노쿠마 노부오 씨 구장본'(猪熊信男氏舊藏本)이라고도 불리며, 총 3권 3책으로 표제에 상중하로 적혀 있다. 상권은 신대부터 인황 제29대까지, 중권은 제30대부터 제73대까지, 하권은 제74대부터 제96대까지이다. 1969년 이와나미 서점(岩波書店)에서 일본고전문학대계(日本古典文學大系)87로 간행된 《신황정통기 마스카가미》(神皇正統記 增鏡)는 이 고쿠가쿠인 대학 소장본을 저본으로 삼아 이와사 마사시(岩佐正)가 교주(校注)한 것이다. 이와사 마사미는 이후 1975년에 같은 출판사에서 단일본으로 재간행된 《신황정통기》의 교주도 맡았다. 이와사의 교주본은 한국의 남기학이 신황정통기를 번역하면서 저본으로 사용하였기도 하다.

### '어느 어린아이'(或童蒙)
《신황정통기》 '시라야마본' 등 주요 저본에 있는 오서(간기)에는 '어느 어린아이'(或童蒙)를 위해 다 낡은 붓을 들어 쓰게 되었다고 적고 있다.
이 기록은 지난 엔겐 4년(1339년) 가을, 어느 어린아이(或童蒙)에게 보이기 위해서 낡은 붓을 휘갈긴 것이다. 여숙하는 처지라 한 권의 문서도 참작하지 못하고 겨우 가장 간략한 황대기를 구해서 그 편목에 따라 대강 내용을 적었다. 그 후 다시 보지 못했는데 이미 5년이 지난 지금에 듣자니, 뜻하지 않게 이것을 돌려가면서 서사하는 자들이 있다 한다. 놀라서 보았더니 잘못된 부분이 많아 계미(1343년) 가을 7월에 약간 수정하여 이것을 원본으로 삼는다. 이전에 본 사람들은 이에 유의하기 바랄 뿐이다.

이 '어느 어린아이'가 누구를 가리키는 것인지, 애초에 그 내용을 그대로 받아들일 수 있을 것인가, 라고 말한 점에서 의론이 분분하며, 결론은 나오지 않고 있다. 상세한 것은 #《신황정통기》는 무엇을 말하고자 하는가 항목의 각 설들을 참조하시오.

## 《신황정통기》는 무엇을 말하고자 하는가
종래 《신황정통기》에 관한 연구는, 이것을 기본적으로 정치론으로 보고 지카후사와 그로 대표되는 중세 공가(公家) 귀족의 정치사상이나 국가의식의 성격을 파악하려는 연구와, 일본 역사의 시대구분이나 역사의 원리에 대한 지카후사의 인식 등을 통해 《신황정통기》의 역사의식 혹은 역사서로서의 성격을 밝히려는 연구의 두 방면으로 대별할 수 있다. 그러나 누구를 위해, 그리고 무엇을 위해 이 책 《신황정통기》가 저술된 것인가에 대해서는 아직 일본 학계에서도 확정된 설이 없다.
가장 유력한 설은 당시 나이 어렸던 고무라카미 천황을 가르치기 위한 학습용으로써 제왕학(帝王学) 교재였다는 설이다. 이 경우 주로 《역경》(주역) 및 《맹자》(孟子)의 영향이 보인다는 점이 거론된다. 그것은 「남조의 정통성을 주장한다」 같은 소박한 국수주의가 아니라  "덕이 없는 군주의 왕통은 단절될 것이요 다른 계통의 왕통으로 그 정통성이 옮겨갈 것이다"라는 엄혹한 유교적 이론을 고무라카미 천황에게 강조하기 위한 것으로 역성혁명론(易姓革命論)이 아닌 역계혁명론(易系革命論)이라고도 할 수 있다. 그리고 자신의 왕통이 정통으로써 이어지기 위해서는 자기 수양을 소홀히 해서는 안 되며, 욕심을 버리고 백성을 위해 힘을 쏟아야 한다고 훈계하고 있는 것이다.
제2의 설은 유키 지카토모(結城親朝) 등 도고쿠(東国) 무사(武士)들을 남조로 끌어들이기 위한 선전용 서적이었다는 설이다. 무사들도 일본의 역사, 천황이라는 존재에 대해 알기 쉽도록 기존의 사서보다도 간단하게 서술하는 동시에 유키 무네히로(結城宗広, 지카토모의 아버지)나 유키 지카미쓰(結城親光, 지카토모의 동생)의 남조에 대한 충성심을 포장하는 것으로, 지카토모 등을 아군으로 포섭해 끌어들이기 위한 것은 아닐까, 라는 것이다. 20세기 후반에 잠시 이 설이 통설에 가까웠으나, 그뒤 지지를 차츰 잃었다.
제3의 설로써 '선(善)이란 무엇인가', '정통(正統) 즉 과거 ・ 현재 ・ 미래를 초월하여 존재하고 또 지속되는 선이란 존재하는 것인가'라는 철학적 명제를 지카후사가 자기 자신에게 질문하는 철학서라는 설이다. 정적인 현재의 선은 유학(儒学)의 유덕군주론(有徳君主論)에 의해 보증될 수 있다. 과거로부터 현재까지의 선의 지속은 아마테라스 오미카미(天照大神)의 신칙(神勅)이나 삼종신기(三種の神器) 등 신토(神道)의 논리에 의해 보증될 수 있다. 그러나 현재에서 미래로, 동적으로 지금 바로 다음 시간의 흐름으로 지속되는 현재의 선은 본질적으로 행동을 요구하는 것으로 말이나 문자로는 모두 표현되지 않는다. 《신황정통기》의 내용에 흔들림이 보이는 것은 이때문이다. 그리고 지카후사가 죽음의 순간 직전까지도 고투를 이어나갔던 것은 《신황정통기》에서는 써서 드러낼 수 없었던 섭리를 행동으로 드러내 보이기 위한 것으로, 기타바타케 지카후사라는 한 인간의 생애 그 자체가 한데 살아있는 철학서라는 것이다.

### 주요설

#### 고무라카미 천황을 위한 제왕학 교재이다
《신황정통기》의 집필 목적으로써 비교적 유력한 설은 지카후사가 초고를 집필할 당시 12세의 어린 나이였던 남조의 임금 고무라카미 천황을 영명한 군주로 교육하기 위한 제왕학 서적이었다는 설이다. 이 설은 일찍이 에도 시대부터 존재했는데 이때는 지카후사의 것이라 전하는 오서(奥書)가 알려져 있지 않았기 때문에 오서에 등장하는 '어느 어린아이'와 어떤 관련이 있을 것이라고는 여겨지지 않았다. 오서가 알려지게 되고 '어느 어린아이'가 고무라카미 천황을 가리킨다는 해석이 나오게 되었다.
그러나 그 뒤 마쓰무라 신파치로(松本新八郎)에 의해, 지카후사가 자신의 주군인 천황을 동몽(童蒙) 즉 '어리석은 아이'라고 불렀다고는 생각하기 어렵다, 라는 이유로 도고쿠 무사들에 대한 권유 책자라는 설이 제창된다.
이에 대해 사학자 아가쓰마 겐지(我妻建治)는 《주역》 몽괘(蒙卦) 및 육오(六五)의 효사(爻辞)를 인용하여 '역'에 따르면 여기서 말하는 동몽이란 '군주'라는 뜻이며 바로 고무라카미 천황을 가리킨다, 고 반론하였다. 아가쓰마에 따르면 《신황정통기》는 덕(徳)에 의한 '바른 다스림'(正理)의 흐름을 설명하는 것이라고 한다. 즉 왕통의 계승과 단절, 그리고 왕실뿐 아니라 한 집안의 가계의 흥망은 '정도'(正道), '유덕'(有徳), '적선'(積善)이 있는가 어떤가에 의한다는 것이다. 이 사상은 주로 《주역》과 《맹자》로부터의 영향이 많이 보이는데、그밖에도 《대학》, 《중용》이나 대승불교의 '자리이타'(自利利他) 사상 등의 영향도 있다고 여겨진다. 또한 지카후사가 군주의 조건으로 우선 삼종의 신기의 보유를 왕위의 필수불가결 조건으로 삼은 것은 유명하다. 아가쓰마에 따르면 이는 단순히 물질적으로 높이는 것이 아니라 각각의 신기를 삼달덕(三達徳)에 대응시켜 그 의미를 포착、사상적인 상징으로써의 근거가 군주라는 것이다. 지카후사는 자신의 사상을 드러냄에 있어 지극히 솔직했다. 예를 들어 총합 평가로는 최대의 명군이라는 고다이고 천황에 대해서도 그 정책을 전적으로 긍정하지는 않고 부분적으로는 통렬한 비판의 대상이 된다. 거꾸로 상대가 아무리 무가(武家)라 하여도 바른 정치를 행한 점은 평가한다. 조큐의 난(承久の乱)을 일으킨 고토바 상황(後鳥羽上皇)은 비난하지만, 반대로 고토바 상황의 ‘관군’(官軍)을 토벌한 호조 요시토키(北条義時)와 그 아들 호조 야스토키(北条泰時)가 그뒤 선정을 펼쳐 사회가 안정되었음을 평가하고 '아마테라스 오미카미의 의사에 충실했던 것은 야스토키다'라는 논리를 전개한다. 이것도 덕치를 중시했던 야스토키 입장에서 보면 ‘바른 다스림’이었다.
히라타 도시하루(平田俊春)는 아가쓰마의 역경설에 대한 반론을 시도하여 헤이안 시대의 용례를 탐구하였다. 그리고 후지와라노 요리나가(藤原頼長)의 일기인 《다이키》(台記)에서 규안(久安) 원년(1145년) 4월 25일 소내기(小内記) 모리미쓰(守光)가 당시 일곱 살이었던 고노에 천황(近衛天皇)의 선명(宣命)에 천황을 표시하는 말로써 ‘동몽’을 사용하였는데 요리나가가 이를 《주역》에 따른다면 타당하지 못하다, 고 하여 ‘유령’(幼齢)으로 고쳐 쓰도록 하였다는, 아가쓰마의 설에 대한 유력한 반론을 발견하였다. 그러나 그런 한편으로 규안 5년(1149년) 대내기(大内記) 후지와라노 나가미쓰(藤原長光)가 작성한 선명에는 「童蒙」이 천황을 가리키는 용어로 쓰이고 있다. 童蒙＝天皇이라는 지칭을 요리나가는 불가하다고 하였으나 나가미쓰는 가하다고 하는 것이다. 그 결과 요리나가와 나가미쓰의 해석차를 어떻게 보아야 할 것인가, 아가쓰마의 설에는 어떻게 적용해야 할지 확실히 알 수 없다, 고 히라타는 결론을 피한다.
구보타 고메이(窪田高明)는 헤이안 시대의 사례라는 것은 선명(宣命)、즉 형식상으로는 천황 자신이 하는 말이므로, 천황이 자신을 낮춰 부르는 겸양 표현을 가신이 어디까지 대필하여 쓸 수 있는지를 알 수 없기에 문제가 되는 것이며, 지카후사처럼 분명하게 타인을 가리켜 부르는 말로써 '어린아이'(童蒙)로 자신을 부른다는 것은 생각하기 어려운 것이 아닌가, 라고 하여 어린아이가 고무라카미 천황을 가리킨다는 설에 대한 의문을 보였다.
시라야마 요시타로(白山芳太郎)는 《신황정통기》의 초고 집필 당시는 고무라카미 천황을 대상으로 하고 나중에 수정을 할 때 북조에 가담한 공경을 대상으로 했다는 견해를 내놓았다. 하지만 남기학은 이것은 《신황정통기》의 텍스트를 충분히 검토하지 않고 ‘童蒙’, ‘어리석은 자’라는 은유적 표현을 분석하는 데 치중한 해석이라고 지적하였다.
오카노 도모히코(岡野友彦)는 아가쓰마의 주역설을 지지하고, 아무래도 역시 고무라카미 천황을 명군으로 키워내기 위한 제왕학 서적이 아닐까 주장하였다. 오카노에 따르면 '정통'이란 '남조가 무조건 정의다'라는 식의 소박하고 낙관적인 남조정통론과는 전혀 다르다고 하였다. 지카후사는 《맹자》의 역성혁명 사상의 영향을 받아들여서, 역성혁명 사상 가운데 일본이라는 나라의 국왕인 천황의 자리가 왕실 종친 이외의 다른 집안 사람에게 넘어갈지도 모른다는 부분은 거절하면서도, 군주의 ‘덕’에 따라 일본 왕실 내부에서 '왕통'들간에 '정통'이 이동한다는 점은 인정하고, 《신황정통기》는 말하자면 '왕통 안에서의 혁명' 내지는 '역계혁명'(易系革命)이라는 사상을 드러내 보인 책이라고 하였다. 그리고 지카후사는 아직 어렸던 고무라카미 천황에 대해 자신의 욕망을 버리고 백성을 위해 힘쓸 것과, 설령 정당한 혈맥과 삼종의 신기를 함께 갖춘 천황이라 하여도 그 자리를 잃을 수 있으며, 북조 등 다른 왕통에 패하여 자신의 왕통이 단절될 가능성은 언제나 존재한다, 는 엄혹한 현실을 드러내 보인 것이라고 한다. 그러나 지카후사의 유학 사상 자체는 후세에 널리 보급되었음에도, 그런 한편으로 결과론적으로 남조는 남북조 내란에서 사실상 패배하여 단절되고 말았기 때문에(현대 일본 왕실 또한 북조계 혈통이다) 에도 시대 전기에는 아라이 하쿠세키(新井白石)의 《독사여론》에서 남조가 단절된 것은 남조의 군주가 부덕했기 때문이다, 라고 패자＝악옥론(悪玉論)이 논의되는 등 아이러니한 결과가 되고 말았다, 고 한다.

#### 도고쿠 무사들에 대한 권유 책자이다
고무라카미 천황을 위한 제왕학 교재라는 설 다음으로 유력한 설이 유키 지카토모(結城親朝)를 대표로 하는 도고쿠 무사들을 회유하여 남조로 끌어들이기 위한 책으로써 쓰여졌다는 설이다.
1965년에 마쓰모토 신파치로는 기타바타케 지카후사가 자신의 주군인 고무라카미 천황을 '或童蒙' 즉 '어느 어리석은 어린아이'라고 불렀다고는 생각하기 어렵다, 라고 반론하였다. 그리고 「童蒙」이란 유키 지카토모를 가리킨 것이며 마지막까지 남조를 위해 싸웠던 유키 무네히로(結城宗広, 지카토모의 아버지)나 유키 지카미쓰(結城親光, 지카토모의 동생)의 충성심을 《신황정통기》에서 칭찬하며, 지카토모를 남조측으로 끌어들이기 위한 목적은 아니었을까, 라는 설을 제창하였다.
이 설은 당시 사토 신이치(佐藤進一)나 나가하라 케이지(永原慶二) 등 일본사 연구에 있어 대표적 연구자들의 지지를 받았고 거의 통설에 가까운 위치를 점한 시절도 있었다. 그러나 #고무라카미 천황을 위한 제왕학 교재이다 항목에 서술된 대로 아가쓰마 겐지가 《주역》을 들어 童蒙＝군주설을 제창함에 따라 전성기에 비하면 그 지지세는 많이 쇠퇴했다.
사카모토 타로(坂本太郎) 또한 지카토모는 당시 「童蒙」이라고 불릴 정도의 나이도 아니었고 확실히 《신황정통기》는 한자와 가나가 번갈아 서술되어 있고 분량 ・ 표기 ・ 기술 모두 《일본서기》 등 그때까지 존재하던 역사서보다는 훨씬 읽기가 쉬운데 과연 무사들에 대한 권유 수단으로써 유효했는가 어땠는가에 대해서는 의문이 있다, 고 권유 책자라는 설을 부정했다.
구보타 고메이도 이 시기에 지카후사가 지카토모 앞으로 보낸 서간으로써 《관성서》(関城書)가 있지만 《관성서》와 《신황정통기》에서 보이는 지카후사의 자세는 전혀 달라서, 같은 저자가 같은 독자를 대상으로 같은 시대에 보냈다고는 생각하기 어렵다, 고 의문시하였다.

#### 지카후사 자신과의 대화이다
《신황정통기》를 ‘정의란 무엇인가’라는 철학적 물음에 대해 진지하게 사색한 결과물로 보는 경향은, 한국에도 이름이 알려져 그 저서가 번역되기도 했던 일본의 정치학(政治学) 연구자 마루야마 마사오(丸山真男)에 의해 어렴풋이나마 제시되었다. 마루야마는 1942년에 집필을 의뢰받아 「《신황정통기》에 보이는 정치관」(『神皇正統記』に現れたる政治観)이라는 논문을 썼다. 『일본학연구』(日本学研究)에 실린 이 논문은 황국사관을 바른 역사학이라고 여겼던(그리고 국가와 군부가 그것을 국내외에 강요했던) 제2차 세계대전의 태평양전쟁 와중에 집필된 것으로 황국사관과는 다른 마루야마 자신의 사상을 솔직하게 내비쳤다가 주위로부터 위험시되지 않도록 최대한 절제된 표현이 쓰이고 있으며, 또한 그와는 별개로 아직 마루야마 자신의 사상이 확립되지 않았던 것으로 보이기 때문에 약간 이해하기 어려운 부분이 있다.
마루야마의 논문은 특이하게도 전통적인 《신황정통기》 평론에서 반드시 거론되는 '정리'(正理)니 '정통'(正統)이니 하는 개념을 전혀 언급하지 않고 《신황정통기》를 '행동을 위한 책'(行動の書)이라고 그 위치를 부여했다는 점이다. 그리고 본서를 '평판적인 '개론' 서적'이 아니라 '실천적 의욕으로부터 동태적으로 이해되어야' 마땅한 정치론이라고 하고 있다. 확실히 기타바타케 지카후사의 정치적 실천은 후세의 결과론적인 관점에서 본다면 실패였다. 하지만 한 가지 이론을 제시하고 그리고 그 내면성을 따라 스스로가 주체가 되어 행동한 사상가로써의 지카후사는 높이 평가될 수 있다, 는 것이다. 또한 마루야마의 논리 전개를 따른다면 지카후사는 '정도'(正直, 심정 윤리)와 '안민'(安民, 책임 윤리)을 혼동하고 있어서 《신황정통기》는 객관적인 사상서로는 정리되어 있지 않고, 오히려 그렇기 때문에, 주체적인 사상서로써의 가치가 있다고 하였다.
그뒤 사토 마사히데(佐藤正英)가 주체성과 정통을 관련지어 고찰하였다. 사토는 '영원'(永遠)과 '무궁'(無窮)을 다른 것으로 보아 '영원'은 '시간의 흐름을 초월하는' 것, '무궁'은 '시간의 현재 이전으로써 현재가 존재하는 것'이라고 하였다. 그리고 '정통'의 시간 의식은 '영원'이 아니라 '무궁' 쪽이라고 하였다. 즉 정통이 지속됨을 보증하는 것이 아니라 그 반대로 지속됨이 정통을 나타낸다는, 요컨대 ‘정의롭기 때문에 유지된 것이 아니라 유지되었기에 정의롭다’는 것이다. 《신황정통기》가 유학의 유덕군주론에 가까운 것은 그러한 이유이지만, 그 본질에는 '현재의 주체의 행위가 '정통'의 지속됨을 생성케 한다'는 사상이 있다는 것이다.
구보타 고메이는 마루야마 ・ 사토의 설을 보강하고 《신황정통기》는 '선이란 무엇인가' , '그리고 그것을 어떻게 실천할 것인가'를 추구하여 지카후사가 당대의 《쓰레즈레구사》(徒然草)와 유사하게 스스로 묻고 답하는 성격의 자신과의 대화를 행한 철학서라고 하였다. 그 논거로써 《신황정통기》에는 군주에 대해 정치의 태도를 이러저러하다고 설파하는 글 다음으로 느닷없이 인신(人臣)의 측의 변명을 이야기하는 글이 이어지는 등 (상정 독자로 삼은) 대상이 오락가락하고 있는 것을 들 수 있다. 지카후사 정도 되는 학자 ・ 저술가가 이런 걸 의식하지 못했을 리가 없는데 텍스트 안에서 누구를 대상 독자로 상정하고 글을 썼는지 일관된 해석이 안 된다는 것은 즉 누군가 딱 특별히 대상을 정해 놓고 그 대상을 향해 쓴 것이 아니라 지카후사 자신이 자문자답을 행한 철학 서적이라고 해석하는 것이 타당하다는 것이다. 오서의 '어느 어린아이'에 대해서도 특별히 깊은 의미가 있는 것은 아니고 그 다음의 '낡은 붓'(老筆) 쪽이 중요한데, 단순히 자신을 '늙은이'(老)라 하면서 “이건(신황정통기) 어느 늙은이가 쓴 별 거 없는 책이다”라는 겸손의 의미가 담긴 정형구이며, 그 대비로 이따금 (나이 지긋한 사람이 자신보다 젊은 사람들을 두고 ‘철부지’또는 '요즘 젊은 것들' 운운하는 것처럼) 독자들을 향해 '어린아이'라고 부른 것에 지나지 않는다는 것이다.
구보타의 주장에 따르면 지카후사는 과거 ・ 현재 ・ 미래를 관통하여 이어지는 선의 존재를 이론으로써 말하고 싶다고 생각했다. 유학에서 유덕군주론은 현재의 덕에 의해 현재의 질서가 유지됨을 보증한다. 하지만 그것은 과거에서 현재로의 선의 흐름은 보장하지 못한다. 거기서 지카후사가 들고 나온 것이 아마테라스 오미카미가 제시했다는 이른바 「천양무궁」(天壌無窮)이나 삼종신기로 대표되는 일본 고유의 신토 사상으로, 이러한 장치들은 태초부터 현재까지 시간의 흐름에 상관없이 일관되게 선이라는 것이 이어져 왔다는 것을 보증할 수 있다. 그러나 무엇을 가지고도 미래에 대해 '지속되는 현재'라는 선(즉 과거에도 선이 존재했고 현재에도 선이 이어져 존재한다면 미래에도 그러할 것인가)을 표현할 수는 없다. 그것은 항상 소멸의 위기에 처해 있는 것이다. '지속되는 현재'라는 것은 책이라는 고정적 매체와는 본질적으로 맞지 않는 것이며 《신황정통기》의 기술에 모순이나 혼란이 보이는 것은 그 점에서 찾을 수 있다는 것이다.
미래에 대한 선의 지속성이라는 것은 존재 자체에 대한 물음이며, 거기에 어떤 원리가 있다고 한들 그것은 언어에 따라서는 결코 표현할 수 없다. 따라서 사색하는 철학자이자 동시에 행동하는 정치가이기도 했던 기타바타케 지카후사는 '원리로써 말해낼 수 없는 원리적인 것을 지카후사 자신의 삶을 통해 표현'하려 했던 것이 아니냐고, 구보타는 말하고 있다.
구보타의 주장에 대해, 《신황정통기》를 한국어로 번역한 한국의 남기학은 종래의 연구들이 ‘동몽’이란 자구의 해석에 치우친 것에 의문을 표시하는 구보타의 견해에는 동의하면서도 《신황정통기》를 사변적인 '자기와의 대화'로 보는 것은 그것이 쓰여진 급박한 정치현실을 간과한 해석이라고 지적하였다.

### 기타

#### 일본 역사에 대한 개설서이다
에도 시대(江戸時代)인 게이안(慶安) 2년(1649년) 2월、《신황정통기》는 후게쓰 소치(風月宗知)에 의해 간본이 출간되었다. 그뒤 하야시 라잔(林羅山) 등에 의해 에도 막부의 공식 사서인 《본조통감》(本朝通鑑, 간분 10년 즉 1670년)에는 「정통을 기술함에 간략하고 보기 쉬우니, 오늘날에도 보존되어 세상에 돌아다닌다」(正統記簡約易見、今存而行於世)라고 일본사를 개관하는 편리한 책이라고 평가한다. 20세기의 일본사 연구자 히라타 도시하루 또한 알기 쉬운 일본어 개설서로써의 일면을 긍정적으로 다루고 있다.
한편 구보타 고메이는 역사서로서 읽고 이해하기 쉬운 책이라고는 생각하기 어렵다, 고 주장한다. 기술은 객관적이지 않은 가운데 《아즈마카가미》(吾妻鏡)나 《마스카가미》(増鏡) 같은 다른 중세의 역사책들과도 비교해도 이질적이다. 또한 에도 시대 사람들도 대부분은 이 책을 단순한 역사 개설서라고는 생각하지 않았던 것 아닐까, 라고 추측하고 있다.

#### 신국 사상을 설명한 책이다
1977년 일본의 신토 연구자 구보타 오사무(久保田収)는 《기타바타케 부자와 아시카가 형제》(北畠父子と足利兄弟)에서 지카후사의 확신에 넘치는 신토관 ・ 국가관 ・ 정치관에는 후세의 독자마저 기어이 분기시켜 버릴 정도의 기백이 엿보인다고 하였다.
일본의 《국사대사전》(国史大辞典) 「신황정통기」 항목(오스미 가즈오大隅和雄 집필) 또한 「명확한 역사 태도와 강한 의지를 드러내는 명석한 문장으로 인해 (후략)」(明確な歴史への態度と、強い意志を表わす明晰な文章とによって)라고 이 책의 집필 목적을 분명히 밝히면서도 왕통의 이동을 유학적인 역사론과 이세 신토로 정당화하려 하였다, 중세 일본의 신토적인 역사론 ・ 신국사상(神国思想)을 대표하는 고전이라고 하였다.

#### 별 가치가 없다
일본사 연구자인 이마타니 아키라(今谷明)는 《신황정통기》는 국수주의 ・ 남조 프로파간다 ・ 기타바타케 집안이 속한 고가 겐지(久我源氏) 편향성을 표현한 단순히 치졸한 책이라고 단정한다. 그리고 고다이고 천황 ・ 기타바타케 지카후사는 민심을 잃은 무능한 정치가였을 뿐이라고 주장하고, 기타바타케 지카후사는 고가 겐지 중심의 사관을 벗어나지 못했으며 잘못된 현실인식에 기초해 자기 당파의 왕통의 정통성을 서술하는 시대 착오적인 사상 서적이었다고 혹평하였다.

#### 국위를 널리 드날리기 위한 책이다
이스라엘의 역사 연구자 벤 아미 실로니(Ben-Ami Shillony)는 일본 왕실이 세계적으로도 가장 오래 유지된 왕조라는 이른바 '만세일계'의 주장에 대해 일본의 자국민만을 대상으로 한 것은 아니라고 주장했다. 국가로써는 일본보다 오래되었으나 역대 왕조가 일본보다 단명했던 중국에 감명을 주기 위해서라는 목적도 있었다고 하였다. 중국인은 일본의 이러한 주장을 마음에 들어해 눈여겨 두고 있었다고 해도 좋다고 한다.
일본인들도 왕조의 수명의 길고 짧음에 관한 중국과의 비교론에 열중했다고 하였다. 《신황정통기》에서는 다음과 같이 논하고 있다.
중국은 특히 난역으로 인해 질서가 없는 나라이다. … 복희씨(伏羲) 이후 중국에서는 천자의 씨성이 36번 바뀌었으니 황위 계승의 어지러움이 극심했음은 말할 나위도 없다.
오직 우리나라(일본)만이 천지개벽 이래 오늘날에 이르기까지 (아마테라스 오미카미의 뜻에 따라) 황위를 계승하는 데 어지러움이 없다. 한 종성 중에서 때때로 방류에 황위가 전해지는 일은 있어도 또한 저절로 본류에 돌아와 연면히 이어지고 있다. 이것은 모두 신명의 서약이 명확하기 때문이며 일본이 다른 나라와 다른 까닭이기도 하다.
 — 《신황정통기》

## 《신황정통기》 그후의 이야기
남북조 합일(南北朝合一, 1392년) 이후, 일본 정치 권력의 정통성은 북조(北朝)에 있다는 북조정통론(北朝正統論)을 제창한 무로마치 막부(室町幕府)의 영향 아래 내용이 개수되는가 하면, 그 ‘속편’을 자처하고 나와서는 저자 지카후사의 논 자체를 부정하는 오즈키 하루토미(小槻晴富)의 《속신황정통기》(続神皇正統記)가 저술되는 일도 있었다.
에도 시대에 들어 미토번의 도쿠가와 미쓰쿠니(徳川光圀)는 번 단위의 대규모 편찬 사업이었던 《대일본사》(大日本史)에서 지카후사의 사상을 높게 평가하였는데, 에도 막부(江戸幕府) 안에서도 가마쿠라 싯켄 야스토키(泰時)의 선례 등을 인용하여 「무가에 의한 도쿠가와 정치」(武家による徳治政治)의 정당성을 말하는 의견이 나타난다.
미토 번에서 제창한 미토학(水戸学)과 결부되어 《신황정통기》는 메이지 유신 이후 제국주의 일본의 황국사관(皇国史観)에도 영향을 주었다. 그러나 정작 메이지 시대에 들어서 거꾸로 국수주의적인 입장에서 중국으로부터 전래된 유교(儒教)나 불교(仏教), 심지어 일본 고유의 신토 가운데서도 이단시되던 이세 신토(伊勢神道)의 영향을 진하게 드러내고 있다는 이유로, 《신황정통기》는 중정(重訂)이라는 이름 아래 개수 작업이 이루어졌고, 지카후사의 사상은 다시금 부정당해야 했다(다만 중정 작업을 거친 《신황정통기》가 일본 세간에 정착되는 일은 없었다).
《신황정통기》에 대한 학술적 연구가 일본에서 다시금 흥륭한 것은 현실 정치에서 벗어나, 패전으로 군국주의, 황국사관이 쓸려나간 뒤 오래 지나서의 일이었다.

## 평가
구보타 고메이는 《신황정통기》에 대해, 이 책은 역사서라는 체재를 따르면서도 저자인 지카후사가 단순히 역사를 객관적으로 서술한 것이 아니라 지카후사 자신의 무언가 주관적인 사상을 강렬한 확신을 품고 명쾌하게 서술한 것으로 ‘보인다’는 점에서 매우 불가사의한 서적이라고 평가하였다. 그렇기에 이 책을 읽은 논자들은 제각기 지카후사는 이러이러한 사상을 명쾌하게 서술하였구나, 라고 서로 단정적으로 주장하며, 책에 담긴 지카후사의 「명쾌한 사상」에 열의를 품고 찬동하거나 강렬한 혐오감을 느껴 단절해 버리게 된다는 것이다. 그렇기에 기타바타케 지카후사가 정말 무엇을 말하고 싶었는가에 대해서 아직 알 수 없다고 구보타는 지적하고, 《신황정통기》의 본문 및 그 평석을 읽을 때는 이 점에 주의할 필요가 있다고 말한다.

## 한국어 번역
2008년 한국의 소명출판에서 남기학 번역으로 번역 출간되었다. 남기학은 《신황정통기》에 대한 구보타의 주장에 대해, 《신황정통기》를 한국어로 번역한 한국의 남기학은 종래의 연구들이 ‘동몽’이란 자구의 해석에 치우친 것에 의문을 표시하는 구보타의 견해에는 동의하면서도 《신황정통기》를 사변적인 '자기와의 대화'로 보는 것은 그것이 쓰여진 급박한 정치 현실을 간과한 해석이라고 지적하고, 유키 지카미쓰 등 동국 무사들에게 남조의 정통성을 주장하여 남조로 귀속할 것을 꾀하는 한편으로 고무라카미 천황을 정점으로 한 남조 정권에 대해서 자신의 정도론(政道論)을 펴는 것이 저술의 목적이었다고 하였다.
1938년 식민지 조선에서 중등학교 입학시험 문제로 《신황정통기》의 저자를 묻고 이 책이 어떤 이유에서 역사상 중요한 책인지를 묻는 문제가 출제된 적이 있었다. 출제자는 교동공보 교사 권영수로 되어 있다.

## 같이 보기
- 태평기
- 일본의 중세문학사

### 설명
1. ↑  지카후사는 본서의 구성에 대해 "가장 간략한 황대기(皇代記)를 구해서 그 편목에 따라 대강 내용을 적었다"고 썼는데, 지카후사가 입수한 황대기란 역대 천황의 기사를 중심으로 한 연대기(年代記)로, 일본의 사학자 히라타 도시하루(平田俊春)는 현존하는 연대기 가운데 《제왕편년기》(帝王編年記)가 《신황정통기》가 의거했다고 밝힌 '황대기'에 가장 근접한 것으로 알려져 있다고 하였다(平田俊春, 「神皇正統記の成立」 , 『神皇正統記の基礎的硏究』(雄山閣出版, 1979), 19~26면). 《신황정통기》를 한국어로 번역한 한국의 남기학은 《제왕편년기》는 몽골의 침략 위기를 극복하여 일본 국가의 독자성이 의식되기 시작한 무렵인 14세기 초에 편찬된 책으로 일본의 신들의 계보를 중국의 삼황오제 이하 왕조보다 앞서 기술하거나, 일본의 역사를 중국이나 천축(인도)의 역사보다 오래된 것으로 보고 있다는 점에서 히라타의 견해에 수긍할 수 있다고 하였으며, 연대기는 요컨대 국가에 의한 역사 편찬이 어려워진 시대에 나타난 정사의 요약이라고 할 수 있는 것으로, 이 점에서는 군주의 치세 기록이 곧 '사(史)'였던 고대 역사의식을 이어받고 있으며, 그런 가운데 연대기의 기본적인 틀 안에서 각 항목 사이에 저자의 독자적인 논술을 삽입하고 있다는 점에서 단순한 연대기와는 구별된다(남기학 '일본 사학사에서 신황정통기의 위치' (《동아시아문화연구 제83집》2020년) 181~182쪽)고 하였다.
2. ↑  한 가지 사례로 진구 황후(神功皇后)의 항목에서 「《후한서》(後漢書)에 왜국(倭国)의 여왕의 사자가 래조(来朝)했다고 기재되어 있다」라고 지카후사는 썼지만, 실제 야마타이 국(邪馬台国)의 여왕(女王) 히미코(卑弥呼)의 사신 파견에 대해 기재한 책은 《위지 왜인전》(魏志倭人伝)이다.
3. ↑  여기서 모반을 일으킨 조적이란 아시카가 다카우지를 가리킨다(남기학 옮김 《한국학술진흥재단 학술명저번역총서 동양편109 신황정통기》 (소명출판, 2008년) 244쪽 주석).
4. ↑  거울은 아무것도 모으지 않고 사심(私心)을 버리고 만상(萬象)을 비추니 시비선악의 모습이 그대로 드러나게 마련이다. 사물의 모습 그대로 감응하는 것이 거울의 덕이기 때문에 이것은 정직의 본원이다. 구슬은 유화선순(柔和善順)을 덕으로 하는 자비의 본원이다. 검은 강리결단(剛利決斷)을 덕으로 하는 지혜의 본원이다. (이 《신황정통기》의 부분은 남기학 번역 《신황정통기》 소명출판 2008년 51페이지)에서 인용하였다.）
5. ↑  근대 일본의 평론가 오마치 게이게쓰(大町桂月) 또한 이를 두고 “이 구절은 인정(仁政)을 역설한다. 요리토모 · 야스토키는 비우고, 인정은 채운다. 지카후사가 요리토모 · 야스토키를 높이는 것은 곧 인정을 높이는 것이다. 천고의 공론이다”(この一節、仁政を力説す。頼朝・泰時は虚にして、仁政は実なり。親房の頼朝・泰時を襃むるは、即ち仁政を襃むる也。千古の公論なり)라고 하였다.
6. ↑  宋史卷四九一　外國伝　日本國
此島夷耳　乃世祚遐久其臣亦繼襲不絶　蓋古之道也　中國自唐李之亂縣分裂梁周五代享歴尤促　大臣世冑鮮能嗣續　朕雖德慙往聖常夙夜寅畏講求治本不敢暇逸建無窮之業　可久之範　亦以爲子孫之計　使大臣之後世襲禄位朕之心焉
7. ↑  기원전 3308년에 치세를 시작했다고 전하는, 전설상 최초의 중국의 제왕이다.
8. ↑  본류라는 개념은 무엇보다도 방계에 대한 정계라는 혈통상의 정적을 의미한다고 보인다. 당시 막 남조의 새로운 천황이 되었던 ‘정통’ 고무라카미 천황의 치세가 아직 혼란의 와중에 있긴 하지만, 이 일시적인 상태는 곧 끝나고 이윽고 태평으로 돌아갈 것이라는, 왕위 계승의 원리에 따라 정통이 방계에 잠시 밀리는 일이 생기더라도 결국 최후에는 정통한 자(즉 고무라카미 천황)가 일본을 통치하게 되어 있다는 지카후사 자신의 강한 확신과 바람을 피력하고 있는 것이다(남기학 옮김 《한국학술진흥재단 학술명저번역총서 동양편109 신황정통기》 (소명출판, 2008년) 28쪽 주석).
9. ↑  아마테라스 오미카미가 천손 니니기노 미코토를 도요아시하라노나카쓰쿠니 즉 일본 열도에 내려보내면서 “지상은 내 자손인 니니기와 그 후손이 영원히 다스릴 땅이다”라고 천명했다는, 이른바 ‘천양무궁의 신칙’을 가리킨다(남기학 옮김 《한국학술진흥재단 학술명저번역총서 동양편109 신황정통기》 (소명출판, 2008년) 28쪽 주석).

## 참고 문헌
- 我妻, 建治 (1973a). “『神皇正統記』試論のための基礎作業 : 北畠親房の前半生”. 《成城文藝》 (65): 47–76.
- 我妻, 建治 (1973b). “『神皇正統記』の「童蒙」”. 《成城文藝》 (66): 40–51.
- 我妻, 建治 (1973c). “『神皇正統記』の「正理」”. 《成城文藝》 (67): 1–17.
- 我妻, 建治 (1973d). “『神皇正統記』の「正理」再論”. 《成城文藝》 (68): 100–115.
- 今谷, 明 (2015), 《現代語訳 神皇正統記》, 新人物文庫, KADOKAWA, ISBN 978-4046009036
- 大隅, 和雄 (1997), 〈神皇正統記〉, 《国史大辞典》, 吉川弘文館
- 岡野, 友彦 (2009), 《北畠親房 大日本は神国なり》, ミネルヴァ日本評伝選, ミネルヴァ書房, ISBN 978-4623055647
- 窪田, 高明 (2002). “『神皇正統記』の執筆意図 : 北畠親房研究ノート 1”. 《神田外語大学日本研究所紀要》 3: 1–19.
- 벤아미 실로니 (2003), 《母なる天皇―女性的君主制の過去・現在・未来》, 번역 大谷堅志郎, 講談社, ISBN 978-4062116756
- 我妻, 建治 (1973a). “『神皇正統記』試論のための基礎作業 : 北畠親房の前半生”. 《成城文藝》 (65): 47–76.
- 기학, 남 (2020). “일본 사학사에서 신황정통기의 위치”. 《동아시아문화연구》 (83): 173–197.

## 관련 문헌
- 大町桂月 『神皇正統記評釈』明治書院 大正14年2月
- 山田孝雄 『神皇正統記述義』民友社 昭和7年10月
- 平泉澄 편 『国宝白山本・神皇正統記』国幣中社 白山比咩神社 昭和9年 11月
- 平田俊春 『神皇正統記の基礎的研究』雄山閣出版 昭和54年2月
- 我妻建治 『神皇正統記論考』吉川弘文館 昭和56年10月
- 岩佐正 교주 『神皇正統記』岩波文庫 昭和50年。度々復刊 원판은「日本古典文学大系」岩波書店
  - 문고 구판은 山田孝雄 교정(校訂)、復刻 ・ 一穂社
- 松村武夫 역 『神皇正統記』教育社歴史新書 昭和55年（1980年）。シリーズ原本現代訳
- 永原慶二 편 『日本の名著9　慈円　北畠親房』中央公論社（1971年）
- 남기학 옮김 《신황정통기》 소명출판, 2008